# Liste der Einträge im National Register of Historic Places in der City and Borough of Wrangell
Die Liste der Registered Historic Places in Wrangell führt alle Bauwerke und historischen Stätten in der City and Borough of Wrangell im US-Bundesstaat Alaska auf, die in das National Register of Historic Places aufgenommen wurden.

## Wrangell
- Chief Shakes Historic Site
- Etolin Canoe
- Judith Ann (Riverboat)
- Saint Philip’s Episcopal Church